# Salt-N-Pepa
Salt-N-Pepa es un grupo musical femenino estadounidense de hip hop formado en Queens, Nueva York, en 1985.
El grupo está conformado por Cheryl James ("Salt"), Sandra Denton ("Pepa") y Deidra Roper ("DJ Spinderella"), quien reemplazó a Latoya Hanson, que formó parte de la agrupación hasta 1986. Ha vendido más de 15 millones de álbumes y sencillos en todo el mundo. Salt-N-Pepa es el primer grupo de rap femenino por número de ventas, y seis de sus sencillos (uno de ellos, «Let's Talk About Sex») han sido certificados tanto platino como oro en Estados Unidos por la RIAA.[cita requerida]

## Historia

### 1985-1987: formación yHot, Cool & Vicious
En 1985, Cheryl James y Sandra Denton, residentes de Queens, Nueva York, se conocieron cuando ambas estudiaban enfermería en Queensborough Community College. La pareja se hizo muy amiga y también compañera de trabajo en Sears, junto con las futuras celebridades Kid N' Play y Martin Lawrence. Otro compañero de trabajo, Hurby "Luv Bug" Azor, estaba estudiando producción musical en el Center of Media Arts e hizo que su entonces novia Cheryl James, y también Sandra Denton, grabaran una canción para él como un proyecto de clase que tenía que hacer. Esto resultó en la canción "The Showstopper", un disco de respuesta al exitoso sencillo de Doug E. Fresh "The Show"  del dúo, que originalmente se hacía llamar Super Nature. La canción usó una melodía de la película Revenge of the Nerds de 1984. Azor le pasó la canción a su amigo Marley Marl, quien presentaba un programa de rap de fin de semana en una estación de radio de la ciudad de Nueva York. Marl ocasionalmente incluía la canción en la rotación de su set, y se hizo tan popular que la estación recibió solicitudes para reproducirla durante el set de rap de fin de semana de Marl. Sin embargo, la canción no estaba disponible en las tiendas ya que era simplemente una tarea de la escuela de música. El Pop Art Records independiente intervino y se ofreció a darle a la canción un lanzamiento oficial, y "The Showstopper" se convirtió en un éxito modesto de R&B, alcanzando el puesto 46 en la lista de R&B de Billboard de Estados Unidos.
Después de encontrar cierto éxito con "The Showstopper", Azor, James y Denton decidieron concentrarse en el grupo a tiempo completo, y Denton y James pronto abandonaron la escuela de enfermería. Azor cambió el nombre del grupo a Salt-N-Pepa, basado en la letra de la canción "En este momento, te mostraré cómo se supone que debe ser porque nosotros, los MC de sal y pimienta", lo que resultó en que las estaciones de radio obtuvieran teléfono. llamadas solicitando "The Showstopper" de Salt And Pepper. En septiembre de 1985, el grupo firmó con Next Plateau Records, pero al principio el sello solo quería lanzar un sencillo; James y Denton grabaron "I'll Take Your Man", producido por Azor, y el sello lo lanzó. La canción utilizó una melodía del exitoso sencillo "Flash Light" de la banda de funk Parliament. Next Plateau ahora había solicitado un álbum de larga duración, y Azor sintió que el grupo debería ser un trío femenino, similar al trío de rap masculino Run-DMC. Antes de comenzar a trabajar en un álbum de larga duración, Azor reclutó a DJ Latoya Hanson (llamada Spinderella) en Salt-N-Pepa. Las damas trabajaron en el álbum y en diciembre de 1986 se lanzó el álbum debut del trío, Hot, Cool & Vicious, producido por Azor, el novio de Salt en ese momento y el mánager del grupo. Hansen estuvo en el grupo durante unos meses, pero ella y Salt no estaban en términos amistosos y Hansen dejó el grupo después de que terminaron el álbum, pero justo antes de que se distribuyera a las tiendas. Poco después, a principios de 1987, Azor reclutó al grupo a la estudiante de secundaria Deidra Roper, de 16 años, y se hizo conocida como Spinderella, la DJ del grupo.
Hot, Cool & Vicious incluyó algunos éxitos radiales moderados de rap/R&B como "The Showstopper", "My Mic Sound Nice" y "Tramp", pero cuando el DJ y productor de San Francisco, Cameron Paul, creó un remix de "Push It", el lado B del sencillo "Tramp", le dio al grupo su primer gran éxito."Push It" (n.º 19 en Estados Unidos, n.º 2 en Reino Unido) se convirtió en un sencillo de platino en los Estados Unidos y un éxito en varios otros países, y se agregó a las ediciones posteriores de Hot, Cool & Vicious. Fue nominado para un premio Grammy, y la fuerza de ese sencillo catapultó el álbum a las ventas de platino en los Estados Unidos con más de un millón de copias vendidas, convirtiendo a Denton, James y Roper en el primer acto de rap femenino en obtener el platino. El álbum finalmente vendió 1,4 millones de copias en todo el mundo.
El grupo ingresó a la industria de la música en un momento en que se creía que el hip hop era una moda pasajera y, dado que las principales compañías discográficas se mostraban muy reacias a contratar artistas de hip hop, muchos de los primeros artistas de hip hop grabaron para sellos independientes. Salt-N-Pepa tuvo un gran impacto en el hip hop al ser uno de los primeros grupos de rap exclusivamente femeninos. Preocupadas por las letras sexistas y los videoclips que cosificaban los cuerpos de las mujeres en el hip hop, a muchas feministas no les gustaba el rap y el hip hop porque retrataban negativamente a las mujeres. Sin embargo, Salt-N-Pepa cambió el aspecto del hip hop. Estaban escasamente vestidos con ropa sexy y no tenían miedo de hablar sobre sexo y sus pensamientos sobre los hombres. Su canción "Let's Talk About Sex" fue un gran éxito.

### 1988-1992:A Salt with a Deadly PepaandBlacks' Magic
El siguiente álbum de Salt-N-Pepa, "A Salt with a Deadly Pepa", fue lanzado el 26 de julio de 1988 y contenía el éxito del top 10 de R&B "Shake Your Thang", con la banda go-go E.U. Además, se vio un éxito entre los 20 principales de R&B y un éxito pop menor en "Get Up Everybody (Get Up)" y "Twist and Shout", respectivamente; con "Twist and Shout" convirtiéndose en un gran éxito en el Reino Unido (n.º 4), y varios países europeos. El álbum vendió 800 000 copias en todo el mundo, de las cuales 500 000 se vendieron en los Estados Unidos, obteniendo el estatus de oro en este país.
El tercer álbum del grupo, Blacks' Magic, fue lanzado el 19 de marzo de 1990 y vio momentos personales para el trío en diferentes niveles. Pepa se había convertido en la primera integrante del grupo en quedarse embarazada. Azor produjo algunas canciones del álbum, pero como estaba produciendo otros actos, accedió a que el grupo trabajara con diferentes productores para terminar el álbum. Salt y Spinderella asumieron algunas tareas de producción y el trío contrató a diferentes productores, como la productora de Invincible, Dana Mozie. Este fue el primer álbum en presentar a Roper en la voz durante gran parte del álbum, así como también como DJ. El resultado fueron seis sencillos lanzados por Next Plateau Records, varios de los cuales se convirtieron en éxitos: "Expression" (n.º 26 en Estados Unidos, n.º 40 en Reino Unido en 1990; n.º 23 en Reino Unido en 1992), un sencillo de platino, producido por Salt; "Independiente"; "No sé" (con Kid 'n Play); "Do You Want Me" (n.º 21 en Estados Unidos, n.º 5 en Reino Unido), oro certificado; "Hablemos de sexo" (n.º 13 en Estados Unidos, n.º 2 en Reino Unido), certificado de oro y luego regrabado como "Hablemos de SIDA" para una promoción de conciencia; y "Me mostraste" (n.º 47 en Estados Unidos, n.º 15 en Reino Unido).

### 1993-1996: éxito revolucionario,Very Necessary
El cuarto álbum de estudio de Salt-N-Pepa, Very Necessary, fue lanzado el 12 de octubre de 1993 en London Records. El álbum contó con la composición y producción de Salt, Pepa, Spinderella y Azor. Animado por los éxitos "Shoop" (n.º 4 en Estados Unidos, n.º 13 en Reino Unido), coproducido por Pepa; "Whatta Man" (n.º 3 en Estados Unidos, n.º 7 en Reino Unido) (con En Vogue); y "None of Your Business", un éxito entre los 40 principales de Estados Unidos y entre los 20 principales del Reino Unido, Very Necessary finalmente vendió 7 millones de copias en todo el mundo, con 5 millones de ellas en los Estados Unidos —5 veces el estado de platino—. Esto las convirtió en el primer acto de rap femenino (solista o grupal) en tener un álbum certificado multiplatino. El grupo realizó una gira y Salt coprotagonizó la película ¿Quién es el hombre? y Pepa coprotagonizó la película Joe's Apartment. Pepa había tenido una relación sentimental con Treach del grupo de rap Naughty By Nature. El trío ganó un premio Grammy a la mejor interpretación de rap de un dúo o grupo en 1995 por el sencillo "None of Your Business", convirtiéndose en el primer acto de rap femenino en ganar un Grammy, junto con Queen Latifah, quien luego ganó en la misma ceremonia. Very Necessary es el álbum más vendido de un acto de rap femenino.

### 1997-2004:Brand Newy pausa
En el momento del lanzamiento de su próximo álbum, Salt-N-Pepa había pasado por el proceso legal de separarse por completo de Azor, a quien acusaron de pagos injustos de regalías. Salt ya había dejado de tener una relación sentimental con él debido a sus muchos altibajos. El trío dejó London Records después de un álbum y firmó con Red Ant Records, aunque todavía distribuido por PolyGram Records (el sello que había distribuido su álbum Very Necessary en London Records) a través del sello Island Records de PolyGram. Red Ant pagó al trío un bono por firmar de 15 millones de dólares cuando firmaron sus contratos. El grupo asumió nuevamente las tareas de producción, pero esta vez Azor no participó en ninguna parte del disco. Este sería el primer y único disco sin producción alguna de Azor. El resultado fue el álbum Brand New, lanzado el 21 de octubre de 1997. Sin embargo, Red Ant estaba teniendo dificultades financieras y se declaró en bancarrota poco después de que el álbum llegara a las tiendas, lo que detuvo el marketing y la promoción de todos sus lanzamientos, incluido el álbum de Salt-N-Pepa. El grupo realizó una gira en apoyo del álbum, pero sin ninguna promoción del sello en bancarrota, solo obtuvieron éxitos menores con "RU Ready" y "Gitty Up". El álbum fue certificado oro en los Estados Unidos por ventas de 500 000 copias y vendió aproximadamente otras 100 000 copias a nivel internacional. Aunque no se vendió tanto como su predecesor, mantuvo intacta una cadena ininterrumpida de álbumes de estudio de oro o platino del trío.
En marzo de 1999, Salt-N-Pepa se embarcó en una gira. Pepa se casó con Treach of Naughty by Nature el 27 de julio del mismo año. El álbum de grandes éxitos de Salt-N-Pepa, titulado The Best of Salt-N-Pepa, se lanzó en Europa el 25 de enero de 2000. Pepa y Treach permanecieron casados durante dos años, pero su tumultuoso matrimonio terminó en divorcio el 31 de julio de 2000. 2001. Sin álbumes por contrato en ese momento, Salt decidió dejar el grupo, afirmando que estaba harta de la industria de la música y que ya no quería estar involucrada en ella. Se disolvieron oficialmente en 2002. Algún tiempo después, Salt anunció que lanzaría un álbum en solitario, pero finalmente no lo hizo. Apareció en la versión remix de "Shine" de Salt City Six en el álbum Holy South Worldwide, una compilación de canciones cristianas de rap y R&P (Rhythm & Praise). El álbum fue producido por el exmiembro de Three 6 Mafia convertido en rapero cristiano, el Sr. Del. Salt también reveló en entrevistas posteriores que había sufrido de bulimia hace muchos años. Pepa apareció en la quinta temporada de The Surreal Life de VH-1. Spinderella se convirtió en una personalidad de radio en KKBT 100.3 en Los Ángeles. Condujo The Backspin (con DJ Mo'Dav), un programa de radio semanal sindicado a nivel nacional que presenta música hip hop de la vieja escuela. También pincha periódicamente en varios clubes. El trío se disolvió por un total de cinco años.

### 2005-presente: reunión, otras empresas y el adiós de DJ Spinderella
Salt y Pepa reaparecieron en Hip Hop Honors de VH1 en septiembre de 2005. Las tres mujeres se reunieron al año siguiente para el próximo programa Hip Hop Honors e interpretaron "Whatta Man" con En Vogue. Fue la primera actuación del trío en seis años, y fue su primera actuación de "Whatta Man" con En Vogue en el escenario. Salt-N-Pepa se reformó en 2007. Las tres mujeres ahora tienen hijos. Spinderella tiene una hija, con el exjugador de la NBA Kenny Anderson, quien apareció en My Super Sweet Sixteen de MTV en 2008. Pepa tiene un hijo y una hija, su hija es engendrada por el rapero Treach. Salt tiene una hija y un hijo con su exesposo Gavin Wray.
El 14 de octubre de 2007, The Salt-N-Pepa Show debutó en VH1. Pepa había aparecido previamente en un programa diferente en la cadena llamado The Surreal Life. The Salt-N-Pepa Show narra los eventos en las vidas de Pepa y Salt mientras resuelven problemas pasados. Spinderella ha aparecido en varios episodios. Más tarde, en 2008, el trío actuó en los BET Hip Hop Awards. Ese agosto, Pepa publicó una autobiografía titulada Hablemos de Pep, coescrita por Karen Hunter, que presenta una introducción de Queen Latifah y un epílogo de Missy Elliott. Para acompañar el libro, lanzó su propia red social para fanáticos y también protagonizó la serie de telerrealidad Let's Talk About Pep en VH1.
El 9 de mayo de 2009, Salt-N-Pepa actuó en el concierto Ladies of the 80s en Honolulu, que también contó con SWV y Lisa Lisa. Actuaron en el Good Vibrations Festival en Australia en febrero de 2010, y en el South West Four Festival, Clapham Common, Londres, el 29 de agosto de 2010. El 12 de octubre de 2010, Salt-N-Pepa recibió el premio I Am Hip Hop en los BET Hip Hop Awards.
El 4 de febrero de 2011, Salt-N-Pepa realizó una gira nacional titulada Salt-N-Pepa's Legends of Hip Hop Tour. Otros actos en la gira incluyeron a Whodini, Rob Base, Kurtis Blow, Doug E Fresh, Biz Markie, Naughty By Nature, MC Lyte, Big Daddy Kane, Kool Moe Dee, Slick Rick y Chubb Rock. El 21 de noviembre de 2011, Salt-N-Pepa apareció en la tercera temporada de The X Factor Australia con el concursante y finalista Johnny Ruffo. Interpretaron "Push It". El 30 de julio de 2012, Salt-N-Pepa abrió para el grupo de rap Public Enemy en Brooklyn, Nueva York, como parte de la serie de conciertos Martin Luther King Jr.
El trío hizo una aparición en noviembre de 2014 en un comercial de seguros de Geico interpretando "Push It". Salt-N-Pepa apareció en el episodio del 18 de diciembre de 2015 de The Wendy Williams Show interpretando "Push It". La actuación comenzó con Wendy Williams fingiendo ser la DJ, por lo que Spinderella finalmente asumió las funciones. Esto fue una alusión al hecho de que Roper, Williams y varias otras mujeres habían hecho una audición para el papel de DJ en el grupo en 1987; el papel de DJ finalmente lo ganó Roper. La exitosa canción del grupo, "Shoop", regresó el 12 de febrero de 2016, como uno de los temas principales de la exitosa película de Marvel, Deadpool. El trío actuó en Red Deer, Alberta, Canadá para Westerner Days en el Enmax Centrium el 21 de julio de 2016.
En 2017-2018, el grupo realizó una gira como parte de la gira I Love the 90's, actuando en varios lugares, incluidos el Wembley Arena del Reino Unido, Glasgow SSE, Liverpool Echo Arena y Birmingham. El 16 de octubre de 2018, Salt-N-Pepa apareció en la versión estadounidense de Who Wants to Be a Millionaire, con Kid N Play como su salvavidas "más uno" en el estudio.
En marzo de 2019, se anunció que Salt-N-Pepa tendría una miniserie biográfica en la red Lifetime, destacando el ascenso del grupo para convertirse en uno de los primeros grupos de rap femeninos exitosos en el hip hop.
El 2 de mayo de 2019, comenzó el Mixtape Tour en Cincinnati, Ohio. Los artistas de esta gira incluyen Salt-N-Pepa, Debbie Gibson, Tiffany y Naughty by Nature, con New Kids on the Block como los artistas principales. Al día siguiente, DJ Spinderella anunció en una publicación de Instagram que había sido "despedida" de Salt-N-Pepa a partir de enero y rompió su silencio después de que la banda no anunciara públicamente su separación de ella. DJ Cocoa Chanelle, antes de BET Networks y HOT 97, se convirtió en el DJ de reemplazo.
El 23 de enero de 2021, Lifetime lanzó una película biográfica homónima, dirigida por Mario Van Peebles, protagonizada por GG Townson como Salt, Laila Odom como Pepa, Monique Jasmine Paul como DJ Spinderella, Cleveland Berto como Herbie, Daniel Keith Morrison como MC Hammer, Denver. Taylor como Martin Lawrence, Bronson Phillip Lake como Christopher "Kid" Reid y Devante Senior como Christopher "Play" Martin. Salt-N-Pepa actúa como productora ejecutiva, mientras que Queen Latifah actúa como productora.
El 4 de noviembre de 2022, Salt-N-Pepa fue honrado con una estrella en el Paseo de la Fama de Hollywood, ubicado junto a la tienda Amoeba Music en Hollywood Boulevard. DJ Spinderella se unió a la ceremonia de inducción.

## Discografía
- 1986: Hot, Cool & Vicious (platino)[24]
- 1988: A Salt with a Deadly Pepa (oro)[24]
- 1990: Blacks' Magic (platino)[24]
- 1993: Very Necessary (5x platino)[24]
- 1997: Brand New (oro)[1]

## Premios y nominaciones
- Premios American Music
  - 1995: Favorite Hip-Hop Artist (nominación)
  - 1995: Favorite R&B/Soul Duo or Group, (nominación)
- Premios Grammy
  - 1989: Best Rap Performance by a Duo or Group "Push It" (nominación)
  - 1990: Best Rap Performance by a Duo or Group "Shake Your Thang" (nominación)
  - 1992: Best Rap Performance by a Duo or Group "Let's Talk About Sex" (nominación)
  - 1995: Best R&B Performance by a Duo or Group: "Whatta Man" (con En Vogue) (nominación)
  - 1995: Best Rap Performance by a Duo or Group "None of Your Business" (ganador)
- MTV Video Music Awards
  - 1994: Best Dance Video "Whatta Man" - (ganador)
  - 1994: Best R&B Video "Whatta Man" - (ganador)
  - 1994: Best Choreography In A Video "Whatta Man" - (ganador)
  - 1995: Best Dance Video "None of Your Business" (nominación)
- 2nd Annual VH1 Hip Hop Honors Honoree